# Hans Clemens Jung
Hans Clemens Jung (ur. 1912, zm. ?) – zbrodniarz hitlerowski, członek załogi niemieckiego obozu koncentracyjnego Mauthausen-Gusen i SS-Unterscharführer.
Z zawodu mechanik. Członek NSDAP i Schutzstaffel od 1933. Do Waffen-SS wstąpił 20 września 1939. W 1939 skierowano go do służby w obozie Mauthausen, gdzie od stycznia był członkiem drugiej kompanii wartowniczej. Następnie od jesieni 1940 do marca 1945 Jung był członkiem obozowego wydziału ekonomiczno-finansowego (był czasem także przydzielany do plutonu egzekucyjnego), po czym przeniesiono go na front.
W procesie załogi Mauthausen-Gusen (US vs. Theo Otto Bernhardt i inni) skazany został na 5 lat pozbawienia wolności.